# Ламерак
Ламера́к (фр. Lamérac) — коммуна во Франции, находится в регионе Пуату — Шаранта. Департамент — Шаранта. Входит в состав кантона Бень-Сент-Радегонд. Округ коммуны — Коньяк.
Код INSEE коммуны — 16179.
Коммуна расположена приблизительно в 430 км к юго-западу от Парижа, в 135 км южнее Пуатье, в 39 км к юго-западу от Ангулема.

## Население
Население коммуны на 2008 год составляло 194 человека.
| 1962 | 1968 | 1975 | 1982 | 1990 | 1999 | 2008 |
| ---- | ---- | ---- | ---- | ---- | ---- | ---- |
| 248  | 201  | 188  | 183  | 186  | 216  | 194  |

## Экономика
В 2007 году среди 128 человек в трудоспособном возрасте (15—64 лет) 103 были экономически активными, 25 — неактивными (показатель активности — 80,5 %, в 1999 году было 80,6 %). Из 103 активных работали 95 человек (50 мужчин и 45 женщин), безработных было 8 (4 мужчины и 4 женщины). Среди 25 неактивных 6 человек были учениками или студентами, 12 — пенсионерами, 7 были неактивными по другим причинам.

## Фотогалерея

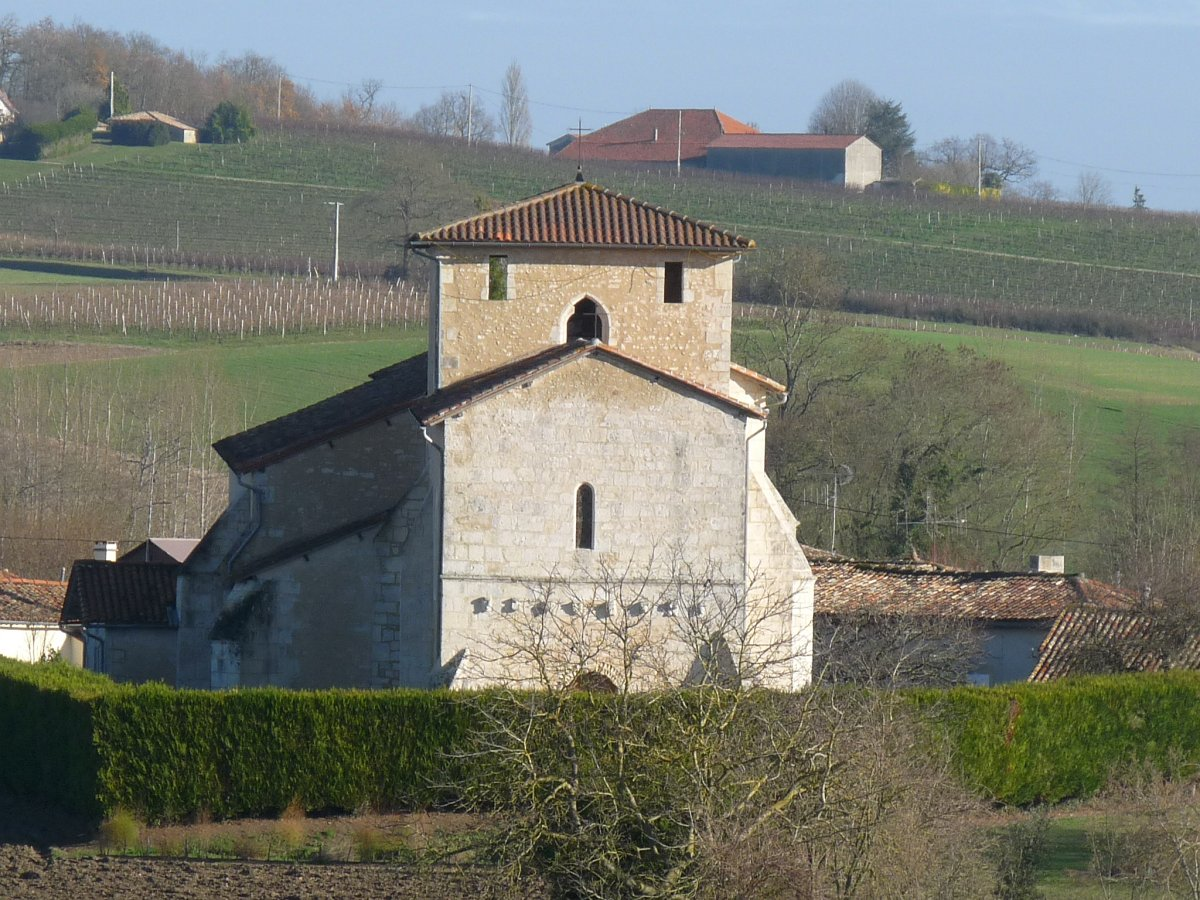
Церковь Сен-Сатюрнен
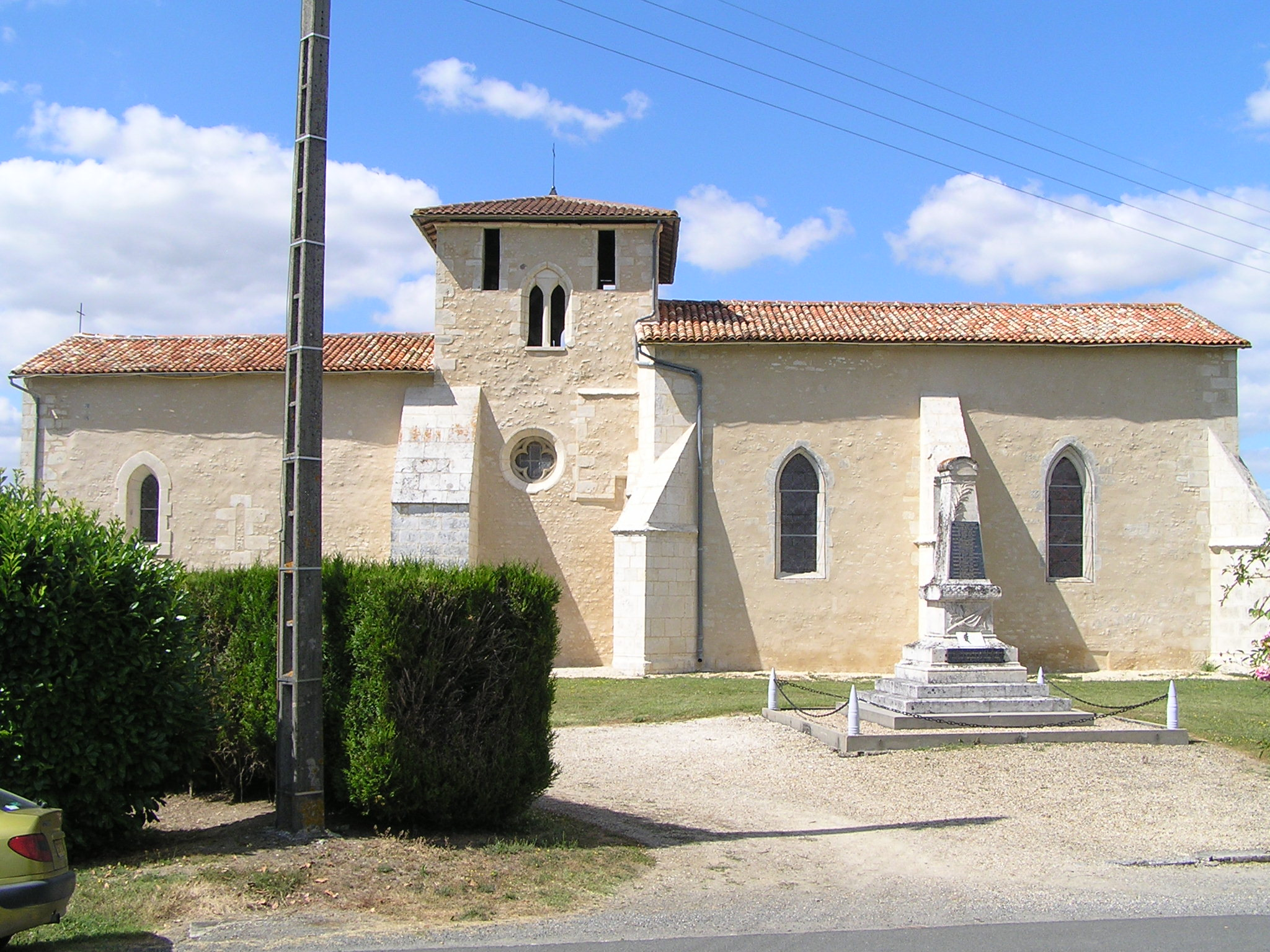
Церковь Сен-Сатюрнен
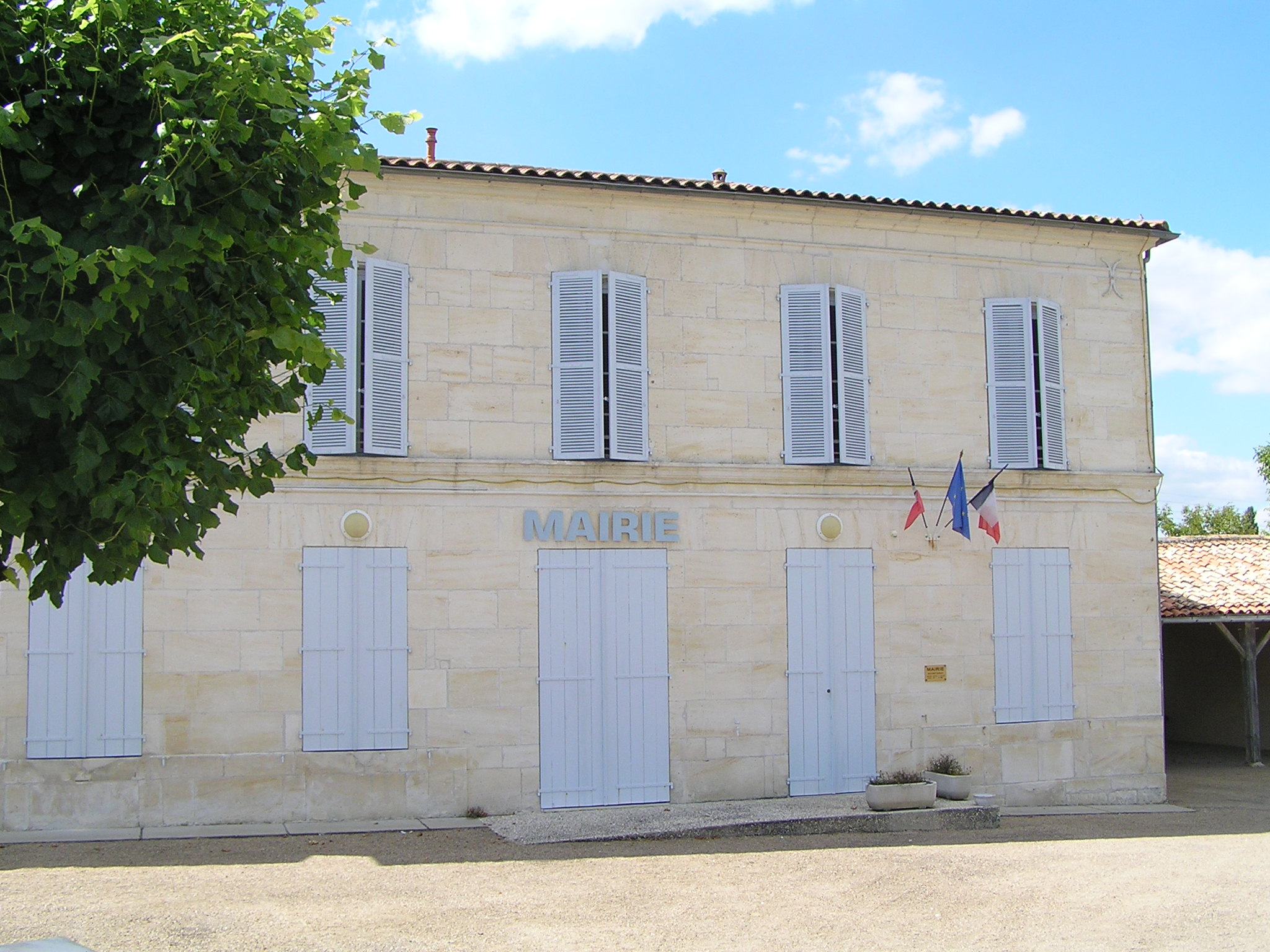
Мэрия
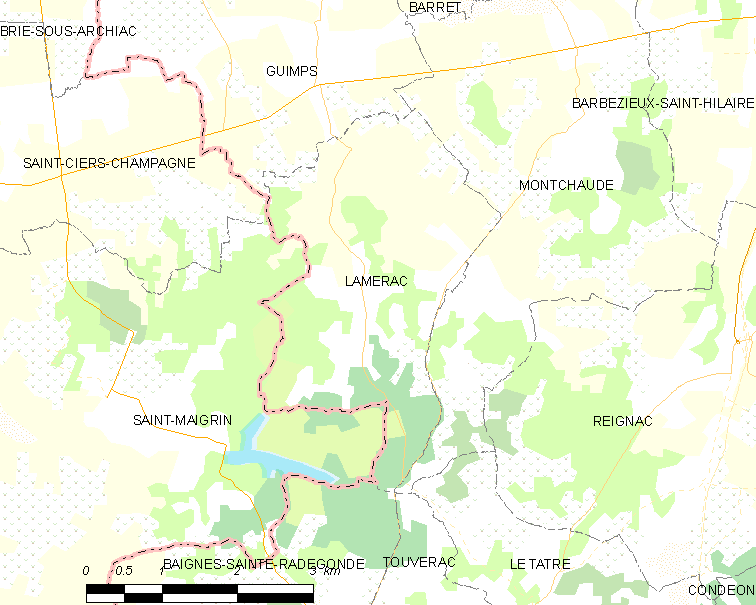
Карта коммуны